# Miss World 1972
| Data:                | 1 grudnia 1972                      |
| Kraj:                | Wielka Brytania                     |
| Miasto:              | Londyn                              |
| Gala finałowa:       | Royal Albert Hall                   |
| Liczba uczestniczek: | 53                                  |
| Zwyciężczyni:        | Belinda Roma Green, Australia       |
| Poprzedniczka:       | Lúcia Tavares Petterle, Brazylia    |
| Następczyni:         | Marjorie Wallace, Stany Zjednoczone |
| -------------------- | ----------------------------------- |

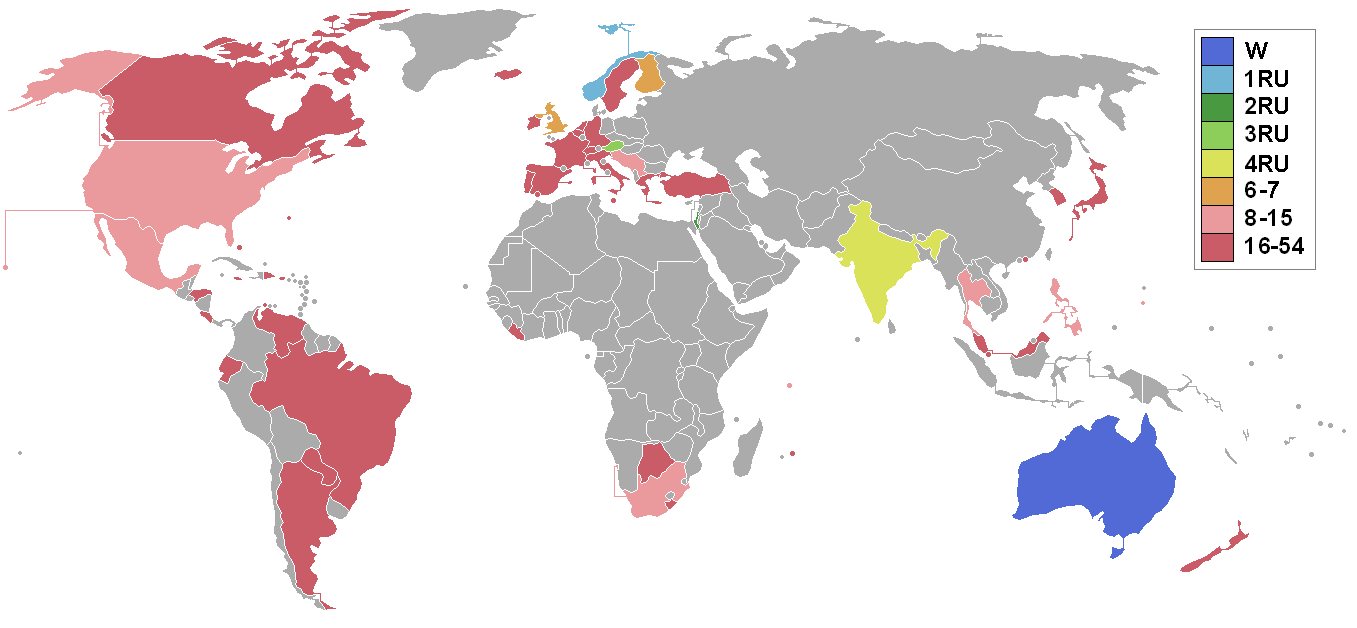
Kraje i terytoria, które wysłały delegacje oraz zajęte miejsce

Miss World 1972 – 22. wybory najpiękniejszej kobiety świata. Gala finałowa odbyła się 1 grudnia 1972 r. w Royal Albert Hall, w Londynie – stolicy Wielkiej Brytanii. Konkurs wygrała Belinda Roma Green – reprezentantka Australii, pokonując 52 uczestniczki.

## Wyniki
| Wyniki finału   | Uczestniczka/Uczestniczki |
| --------------- | --- |
| Miss World 1972 | - Australia – Belinda Green |
| 1. wicemiss     | - Norwegia – Ingeborg Sorensen |
| 2. wicemiss     | - Izrael – Chana Ordan |
| 3. wicemiss     | - Austria – Ursula Pacher |
| 4. wicemiss     | - Indie – Malathi Basappa |
| Finalistki      | - Finlandia – Tuula Anneli Björkling - Wielka Brytania – Jenny McAdam |
| Półfinalistki   | - Filipiny – Evangeline Reyes - Guam – Marylou Pangelinan - Jugosławia – Biljana Ristić - Meksyk – Gloria Gutiérrez - Południowa Afryka – Stephanie Reinecke - Seszele – Jane Stravens - Stany Zjednoczone – Lynda Carter - Tajlandia – Jintana Jitsophon |

## Uczestniczki
- Argentyna – Olga Edith Cognini Ferrer
- Aruba – Sandra Werleman
- Australia – Belinda Roma Green
- Austria – Ursula (Uschi) Pacher
- Bahamy - Heather (Hedda) Cleare
- Belgia – Anne-Marie Roger
- Bermudy – Helen Brown
- Botswana – Agnes Motswere Letsebe
- Brazylia – Ângela Maria Favi
- Dominikana – Teresa Evangelina Medrano
- Ekwador – Patricia Falconí
- Filipiny – Evangeline Rosales Reyes
- Finlandia – Tuula Anneli Björkling
- Francja – Claudine Cassereau
- Gibraltar – Rosemarie Vivian Catania
- Grecja – Helen Lykissa
- Guam – Maria Louise (Marylou) Pangelinan
- Hiszpania – Maria del Carmen Muñoz Castañón
- Holandia – Monique Borgeld
- Honduras – Doris van Tuyl
- Hongkong – Gay Mei-Lin
- Indie – Malathi Basappa
- Irlandia – Pauline Therese Fitzsimons
- Islandia – Rosa Helgadóttir
- Izrael – Hanna Urdan
- Jamajka – Gail Geraldeen Phillips
- Japonia – Akiko Kajitani
- Jugosławia – Biljana Ristic

- Kanada – Bonny Brady
- Kostaryka – María Victoria (Vicki) Ross González
- Liberia – Cecelia Armena King
- Malezja – Janet Mok Swee Chin
- Malta – Jane Attard
- Mauritius – Marie Ange Bestel
- Meksyk – Gloria Gutiérrez López
- RFN – Heidemarie Renate Weber
- Norwegia – Ingeborg Marie Sorensen
- Nowa Zelandia – Kristine Dayle Allan
- Paragwaj – Rosa Angelica Mussi
- Portoryko – Ana Nisi Goyco
- Portugalia – Anita Marques
- Południowa Afryka – Cynthia Shange 
 (w jęz. angielskim pod nazwą Africa South)
- Południowa Afryka – Stephanie Elizabeth Reinecke 
 (w jęz. angielskim pod nazwą South Africa)
- Seszele - Jane Edna Straevens
- Singapur – Rosalind Lee Eng Neo
- Stany Zjednoczone – Lynda Jean Córdoba Carter
- Szwajcaria – Astrid Vollenweider
- Szwecja – Rita Rudolfsson Berntsson
- Tajlandia – Jintana Jitsophon
- Turcja – Feyzal Kibarer
- Wenezuela – Amalia Heller Gómez
- Wielka Brytania – Jennifer Mary McAdam
- Włochy – Laura Romano

## Notatki dot. państw uczestniczących

### Debiuty
- Botswana
- Singapur

### Powracające państwa i terytoria
Ostatnio uczestniczące w 1968:
- Honduras

Ostatnio uczestniczące w 1969:
- Kostaryka

Ostatnio uczestniczące w 1970:
- Hongkong
- Liberia

### Państwa i terytoria rezygnujące
- Cejlon
- Cypr
- Gujana
- Korea Południowa
- Luksemburg
- Nikaragua
- Panama
- Trynidad i Tobago
- Tunezja